# Lisciano Niccone
Lisciano Niccone là một đô thị ở Tỉnh Perugia trong vùng Umbria, có khoảng cách khoảng 25 km về phía tây bắc của Perugia.
Lisciano Niccone giáp các đô thị: Cortona, Passignano sul Trasimeno, Tuoro sul Trasimeno, Umbertide.